# Thales Hoss
Thales Gustavo Hoss (ur. 26 kwietnia 1989 w São Leopoldo) – brazylijski siatkarz, grający na pozycji libero, reprezentant Brazylii. 

## Sukcesy klubowe
Liga brazylijska:
- 2010, 2019, 2021
- 2015
- 2008, 2009

Klubowe Mistrzostwa Ameryki Południowej:
- 2009
- 2010
- 2020

Superpuchar Brazylii:
- 2019, 2020

Liga francuska:
- 2023[6]

Puchar Challenge:
- 2025[7]

Liga polska:
- 2025[8]

## Sukcesy reprezentacyjne
Mistrzostwa Ameryki Południowej Kadetów:
- 2006

Mistrzostwa Ameryki Południowej Juniorów:
- 2008

Mistrzostwa Świata Juniorów:
- 2009

Liga Światowa:
- 2017

Mistrzostwa Ameryki Południowej:
- 2017, 2019, 2021
- 2023[9]

Puchar Wielkich Mistrzów:
- 2017

Mistrzostwa Świata:
- 2018
- 2022[10]

Puchar Świata:
- 2019

Liga Narodów:
- 2021

## Nagrody indywidualne
- 2006: Najlepszy przyjmujący, broniący i libero Mistrzostw Ameryki Południowej Kadetów
- 2008: Najlepszy broniący Mistrzostw Ameryki Południowej Juniorów
- 2010: Najlepszy przyjmujący i libero Klubowych Mistrzostw Ameryki Południowej
- 2019: Najlepszy libero Pucharu Świata
- 2021: Najlepszy libero turnieju finałowego Ligi Narodów
- 2023: Najlepszy libero Mistrzostw Ameryki Południowej[11]